# Lago Drewitzer
El lago Drewitzer (en alemán: Drewitzersee) es un lago situado en el distrito de Llanura Lacustre Mecklemburguesa, en el estado de Mecklemburgo-Pomerania Occidental (Alemania), a una altitud de 62 metros; tiene un área de 692 hectáreas.